# 게임 포트

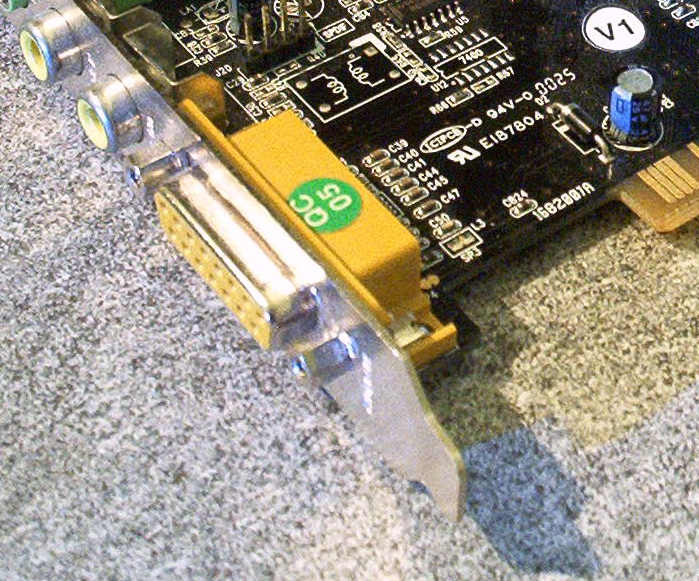
사운드 카드의 DA-15 단자

게임 포트(game port)는 1980년대부터 1990년대까지 IBM PC 호환 및 기타 컴퓨터 시스템에서 볼 수 있던 장치 포트이다. 원래는 게임 컨트롤 어댑터(Game Control Adapter)라는 이름으로 선보였다. 조이스틱 입력, 종종은 MIDI 장치를 위한 전통적인 단자였으나 21세기 들어 USB로 대체되었다.
원래 전용 확장 카드 상에 위치해 있던 이 게임 포트는 나중에 PC 사운드 카드로 통합되었다가 나중에 PC의 메인보드에 포함되었다. USB로의 변화 기간 동안 수많은 입력 장치들은 케이블 확장 형태로 게임 포트와 USB 어댑터를 사용하였다.

## 역사
게임 포트는 "게임 컨트롤 어댑터"라는 이름의 선택적인 US$55 확장 카드 형태로 1981년 오리지널 IBM PC의 초기 런칭 시기에 처음 등장하였다. 이 디자인은 아날로그 축들과 4개의 버튼들을 하나의 포트에 허용하였고 2개의 조이스틱이나 4개의 패들이 Y 스플리터 케이블을 통해 연결될 수 있게 하였다.

## 하드웨어
게임 포트의 DA-15 단자에는 총 4개의 아날로그 채널과 4개의 버튼을 위한 입력을 포함한다. 이들은 거의 무조건 2개의 조이스틱(각각 2개의 버튼이 있는)으로 구현되었으나 동일 입력을 사용하여 각각 하나의 버튼이 있는 4개의 패들 컨트롤러를 지원할 수도 있다. 이 포트는 4개의 +5 V 공급을 포함한 여분의 핀과 버튼 대부분을 위한 별도의 접지(ground)가 포함된다. 아타리의 것처럼 대부분의 유사 게임 포트에서 단일 +5 V와 접지는 모든 채널에 사용된다.